# United (álbum de Sex Museum)
Para otros usos ver United Airlines.
United es el decimosegundo álbum de la banda madrileña de rock Sex Museum.
El álbum se grabó entre los meses de marzo y abril de 2006 en dos estudios diferentes: Estudio 1 y Heatroom (ambos en Madrid). Fue masterizado por Nick Litwin en los Estudios Mastering Mansion (también en Madrid).
Fue el primer álbum que grabó la banda tras la marcha de Pablo Rodas, su anterior bajista, que había sido sustituido por Javi Vacas (del grupo Vacazul), quien por entonces tocaba también en Los Coronas, un grupo de música surf liferado por Fernando Pardo y David Krahe.
En United, Sex Museum abandonaron el sonido hard rock que habían mantenido en sus dos últimos trabajos de estudio (Sonic y, sobre todo, Speedkings) y se decantaron por volver a sus orígenes, con una producción más limpia y enfatizando el uso del órgano de Marta en detrimento de las guitarras.

## Lista de canciones
1. «Ghost Without A Will»
(Fernando Pardo)
2. «I've Lost My Faith (In You)»
(Fernando Pardo/Marta Ruiz)
3. «Madrid»
(Marta Ruiz)
4. «Mother Nature»
(Marta Ruiz)
5. «I Won't Go Back»
(Fernando Pardo)
6. «The Distance (Despedida a la Francesa)»
(Fernando Pardo)
7. «I Enjoy The Forbidden»
(Marta Ruiz)
8. «Outrageous Woman»
(Fernando Pardo)
9. «Tal About The Good Times»
(Fernando Pardo)
10. «Something For Real»
(Marta Ruiz)
11. «Unidos»
(Nacho Canut)

Todos los temas son de Sex Museum, excepto «Unidos», que es una versión de Parálisis Permanente.

## Personal
- Miguel Pardo: voz.
- Fernando Pardo: guitarras.
- Marta Ruiz: órganos Hammond y Vox, piano y secuenciador.
- Javier Vacas: bajo.
- «Loza» (Roberto Lozano): batería.

### Otros músicos
- Coros en «Ghost Without A Will»: Iván González.
- Coros en «I've Lost My Faith (In You)»: Ana Álvarez, Pedro Fernández, Loza y Miguel Pardo.
- Coros en «Madrid»: Judy Cleruzio.
- Coros en «I Won't Go Back»: Ana Álvarez y Pedro Fernández.
- Coros en «The Distance (Despedida a la Francesa)»: Judy Cleruzio, Ana Álvarez y Fernando Pardo.
- Coros en «I Enjoy The Forbidden»: Judy Cleruzio, Ana Álvarez, Pedro Fernández e Iván González.
- Coros en «Outrageous Woman»: Iván González
- Coros en «Tal About The Good Times»: Judy Cleruzio, Iván González y Miguel Pardo.
- Coros en «Unidos»: Lagarto, Iván González y Loza.

## Personal técnico
- Karim Burkhalter: técnico de sonido, grabación y mezclas.
- Fernando Pardo: productor.
- Koke Díez: asistente en Estudio 1.
- Nick Litwin: masterización.
- Álvaro PFF: diseño artístico.
- Paola Bragado: fotografías.